# Кудряшов, Евгений Васильевич (футболист)
Евгений Васильевич Кудряшов (род. 13 февраля 1971, Саратов, РСФСР, СССР) — советский и российский футболист, полузащитник и нападающий.

## Карьера
Воспитанник саратовского футбола. За «Сокол» Саратов дебютировал в 1988 году во второй лиге СССР. В 1990—1991 годах играл за ЦСКА-2 Москва во второй низшей лиге. В сезонах 1992, 1992/93 и 1993/94 — игрок команды «Трактор»/«Фандок» Бобруйск в чемпионате Беларуси. В 1995—1996 годах выступал за саратовский «Заводчанин», с которым вышел из третьей лиги ПФЛ во вторую. В последующем играл за другие клубы второй лиги / второго дивизиона: СКА Ростов-на-Дону (1997), «Искра» Энгельс (1998), «Салют» Саратов (1998—2000), «Энергетик» Урень (2000), «Хопёр» Балашов (2001), «Торпедо» Волжский (2001—2002).
Участник матчей Кубка России в составе «Заводчанина» (1996/97, 1 матч), СКА (1997/98, 2 матча), «Салюта» (1999/2000, 1 матч) и «Торпедо» (2002/03, 1 матч).
В 2003 году — тренер в саратовском «Соколе».